# Kids United
Pour les articles homonymes, voir Kung.
Kids United (prononcé : [kɪdz juːˈnaɪtɪd]) est un ancien groupe de musique pop français, composé d'enfants et de jeunes adolescents. Il a été formé en 2015 dans le cadre d'une campagne de l'UNICEF France pour reprendre « les plus belles chansons célébrant la paix et l'espoir ».
À sa création, le groupe était composé de six membres âgés de huit à quinze ans : Carla, Erza, Esteban, Gabriel, Gloria et Nilusi. La composition du groupe a évolué avec les départs de Carla (en 2016) et de Nilusi (qui a annoncé son départ en décembre 2017, mais participait aux concerts jusqu'en février 2018). Depuis mars 2018, les quatre membres restants des Kids United sont accompagnés lors de leur tournée par deux « Friends », Dylan et Ilyana. En mai 2018, la production annonce une nouvelle génération de Kids, surnommée Kids United Nouvelle Génération (ou KUNG), qui se compose de Gloria et de quatre nouveaux membres : Dylan, Ilyana, Nathan et Valentina.
Le premier single des Kids United, On écrit sur les murs (2015),, ainsi que leurs deux premiers albums, Un monde meilleur (2015) et Tout le bonheur du monde (2016), ont été certifiés disques de diamant par le Syndicat national de l'édition phonographique français pour 500 000 exemplaires vendus,. (En octobre 2017, le premier album s'était vendu à plus de 745 000 exemplaires.) Le premier album a passé quatre semaines en 1re place du classement français en février-mars 2016 et le deuxième est entré directement numéro un en août. Le 17 février 2017, sort un album live titré Le Live, suivi le 18 août par le troisième album studio, Forever United. Le troisième album studio, une fois encore, débute au numéro un. Il a été certifié triple disque de platine pour plus de 300 000 exemplaires vendus jusqu'à février 2018. Le quatrième album studio (le premier de la Nouvelle Génération), Au bout de nos rêves, sort le 17 août 2018 et aussi entre directement numéro un en France,.
À ce jour, le groupe Kids United a plus de deux millions d'abonnés et cumule plus d'un milliard de vues sur YouTube.
La fin de l'aventure Kids United pour les deux générations a été annoncée le 22 juin 2021.

## Histoire

### Débuts
Le groupe Kids United a été formé en 2015 dans le cadre d'une campagne de l'UNICEF France pour reprendre « les plus belles chansons célébrant la paix et l'espoir », et gagner de l'argent pour les enfants dans le besoin[citation nécessaire]. Pour chaque album vendu, un euro serait reversé à cette organisation.

Le groupe est « parrainé » par Hélène Ségara et Corneille.
À sa création, le groupe était composé de six membres âgés de huit à quinze ans : Carla Georges, Erza Muqoli, Esteban, Gabriel, Gloria et Nilusi.
Le premier album, Un monde meilleur, sort en 2015. En février-mars 2016, il passe quatre semaines en 1re place du classement français.
Carla quitte le groupe en mars 2016. Il est rapporté qu'elle ne participera pas à l'enregistrement du deuxième album, mais qu'elle reviendra pour un (seul) concert, à l'Olympia le 21 mai.
Le deuxième album, Tout le bonheur du monde, sort le 19 août 2016. Il entre directement numéro un en France.
Le 27 août 2016, le groupe participe au jeu télévisé Fort Boyard pour l'association UNICEF, ils sont accompagnés par Gérard Vives et Fabienne Carat. Ils font remporter à l'UNICEF 15 240 euros.
Le 17 février 2017, sort un album live titré Le Live.
Le vendredi 17 mars 2017, les Kids United sont allés chanter pour William de Cambridge et Catherine Middleton. Ils ont tout d'abord chanté On écrit sur les murs, puis Happy de Pharrell Williams (titres présents dans leur premier album, Un monde meilleur).
Le 18 août 2017, sort le troisième album studio, titré Forever United. Il débute au numéro un en France.
Nilusi a annoncé son départ en décembre 2017 ; elle ne fait donc pas partie du groupe lors de leur retour sur scène en mars 2018 dans la tournée Sardou et nous. Les quatre membres restants du groupe Kids United sont accompagnés sur la tournée par deux invités (« Friends »), Dylan et Ilyana, de la quatrième saison de The Voice Kids,.

### TournéeKids United & Friends
- Ilyana[24],[25]
- Dylan[24],[25]

Cette tournée a eu lieu en complément de la tournée pour les albums Forever United et Sardou et nous…

### Nouvelle Génération
Le 29 mai 2018, Télé-Loisirs annonce la fin du groupe Kids United et la formation d'un nouveau groupe, les Kids United Nouvelle Génération (K.U.N.G), autour de Gloria. Le lendemain, le départ des Kids United originaux, à part Gloria, est officialisé sur la chaîne YouTube du groupe.
Aux côtés de Gloria, les nouveaux membres sont Dylan et Ilyana (deux participants de la quatrième saison de The Voice Kids et de la tournée Kids United & Friends), Valentina (également participante de la même saison de The Voice Kids), et Nathan.
Dès le 30 mai 2018, les K.U.N.G sortent sur YouTube leur clip La Tendresse, et annoncent la sortie de l'album Au bout de nos rêves pour le 17 août. L'album entre directement numéro un en France.
À la rentrée 2019, les K.U.N.G sortent sur YouTube leur single L'Hymne de la vie, issu de leur nouvel album, et annoncent la sortie de l'album L'Hymne de la vie pour le 1er novembre 2019 ainsi que la création de la Kids United Box.
Le 23 octobre 2020 sort l'album Best of Kids United, une compilation réunissant quelques titres des albums 1 à 3 des Kids United originaux et quelques titres des albums 4 et 5 des Kids United Nouvelle Génération.
Le 22 juin 2021, Gloria annonce en Story sur son compte Instagram l'annulation de tous les concerts et la fin de l'aventure Kids United pour les deux générations[réf. nécessaire].

## Membres du groupe

### Anciens membres desKids United Nouvelle Génération

#### Dylan
- Nom complet : Dylan Marina[28]
- Né le 22 juillet 2004 (21 ans)[29]

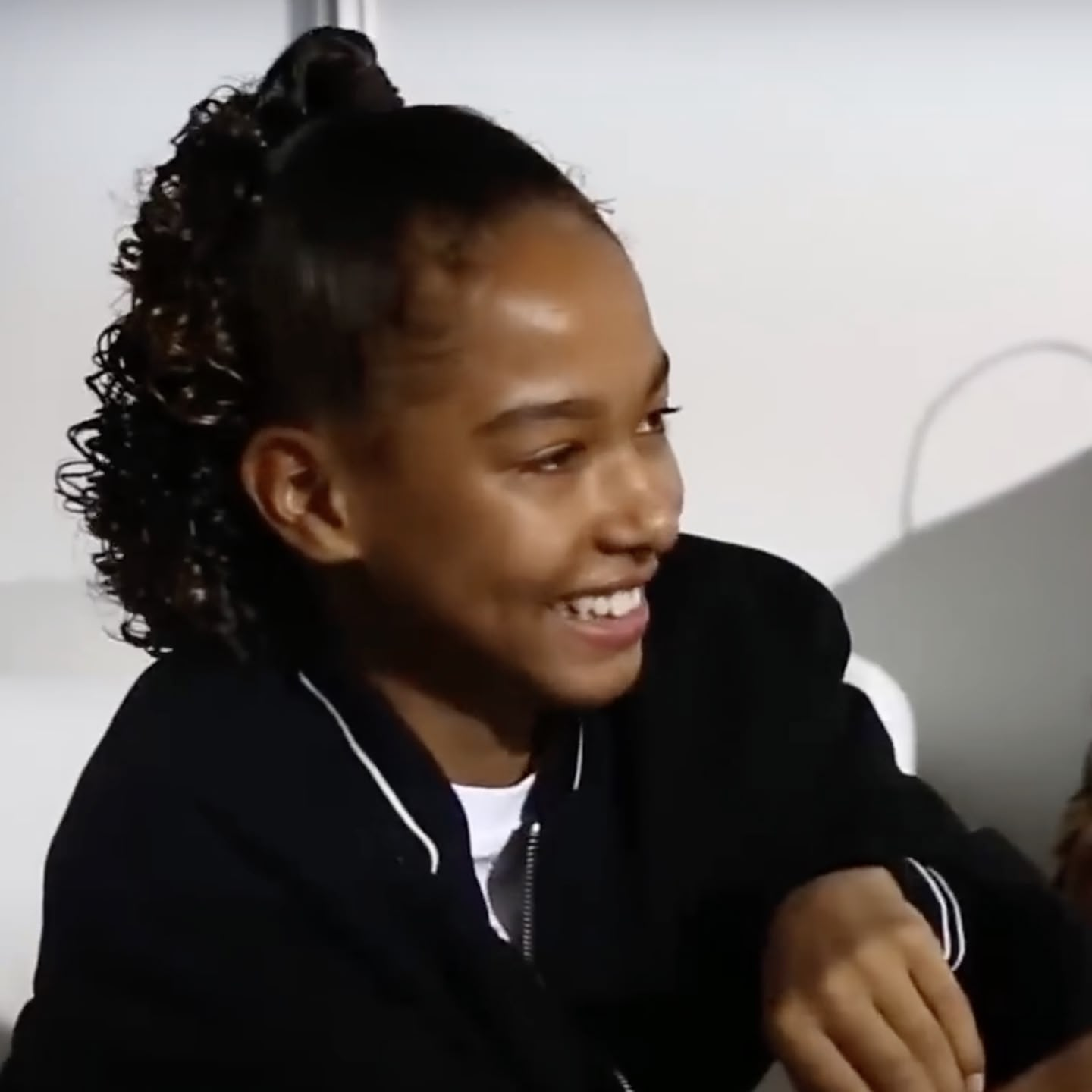
Dylan Marina en 2018.

Dylan est candidat de la saison 4 de The Voice Kids. Il a participé à l'album Sardou et nous (il y interprète La Java de Broadway et En chantant avec Lou, Nemo Schiffman et Angie Robba). il a également participé à la tournée Kids United and Friends et, peu de temps après, rejoint le nouveau groupe, Kids United Nouvelle Génération. Il est d'origine camerounaise.

#### Gloria

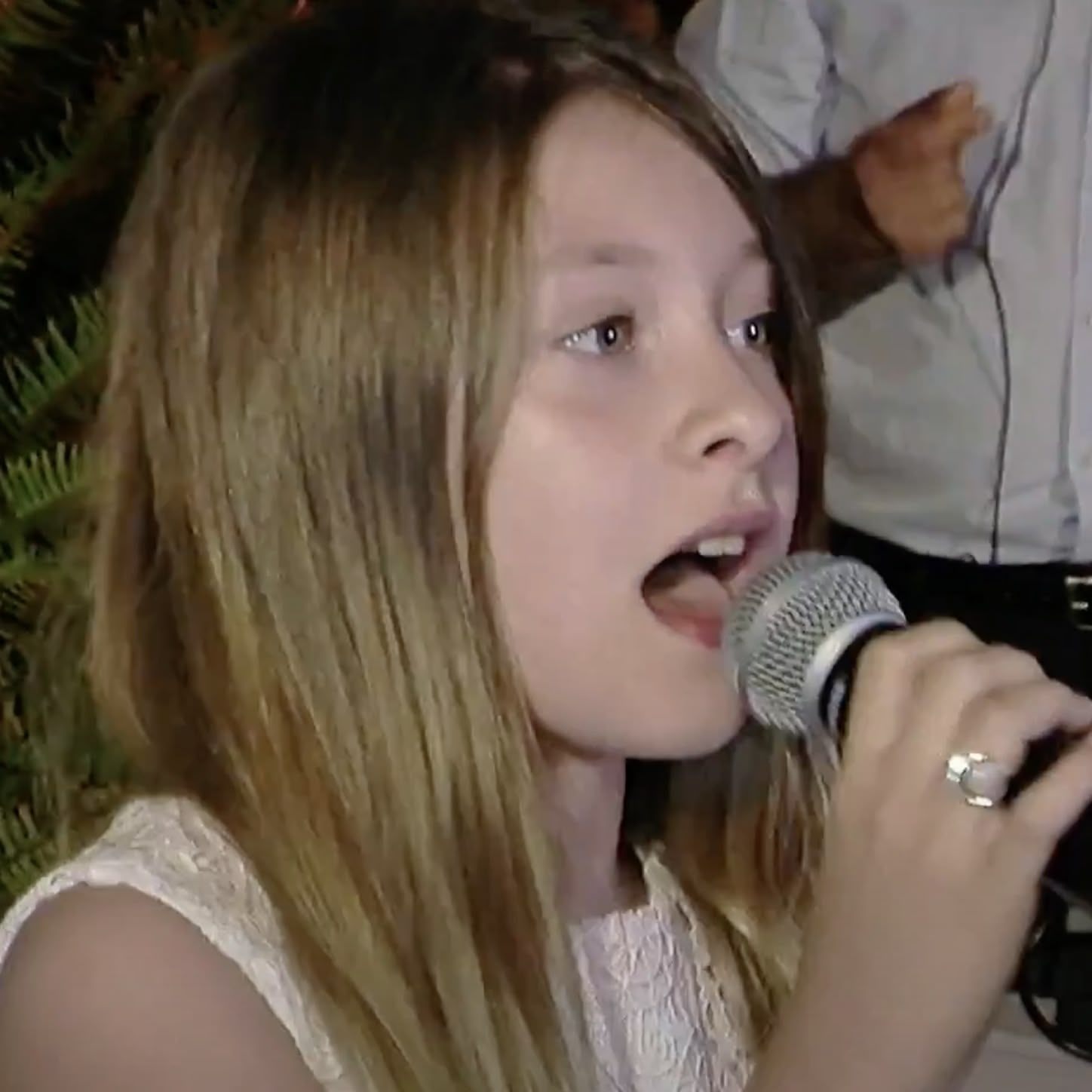
Gloria Palermo en 2017.

- Nom complet : Gloria Palermo de Blasi [30],[31]
- Née le 27 avril 2007[note 2] (18 ans) à Metz

Gloria est originaire de Metz, dans le département de la Moselle,. En 2014, à 7 ans, elle participe à la première édition de The Voice Kids, où son interprétation de La Vie en rose d'Édith Piaf est saluée par les coachs. Ayant choisi d'intégrer l'équipe de Jenifer, elle va jusqu'aux « Battles » et est éliminée face à Carla, future gagnante de cette saison et ancienne membre des Kids United. Elle est la benjamine de la première génération de Kids United, âgée de huit ans, quand le groupe débute. En parallèle, elle incarne Émilie Jolie dans la comédie musicale éponyme. Sa mère, Alexandra, dirige une école de chant, ce qui fait que Gloria est dans la musique depuis toute petite ; elle a deux grands frères, Yoann et Alexi. Elle est la plus jeune célébrité ayant participé à Fort Boyard, âgée de 9 ans lors de la participation du groupe Kids United dans ce jeu télévisé en 2016. Elle est le seul membre encore présent du groupe original.

#### Ilyana
- Nom complet : Ilyana Raho-Moussa[35]
- Née le 18 février 2005 (20 ans)[36] au Havre[réf. nécessaire]

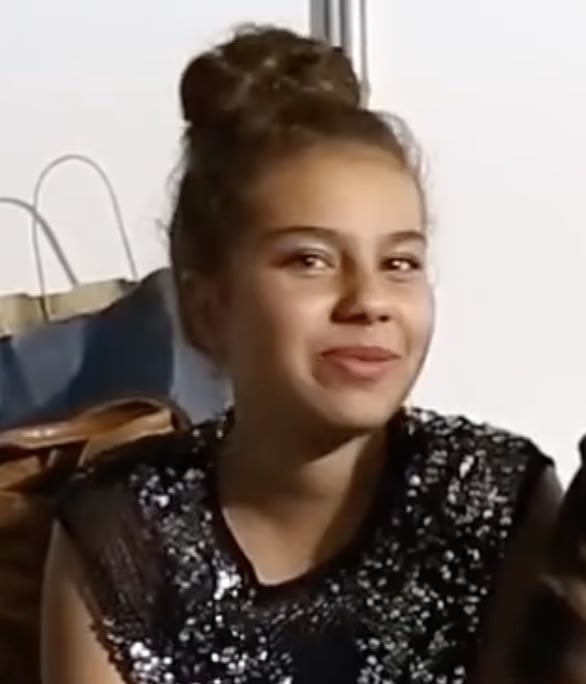
Ilyana en 2018

Ilyana est candidate de la saison 4 de The Voice Kids qui interprète Dernière Danse de Indila, elle a pour coach Matt. Elle a participé à l'album Sardou et nous… (elle y interprète Je vole avec Nemo Schiffman) et à la tournée Kids United & Friends. Elle est d'origine algérienne et canadienne.

#### Nathan
- Nom complet : Nathan Laface[37]
- Né le 6 juin[38] 2006[note 3],[39] (19 ans) à Neuchâtel (Suisse)

Nathan est suisse, il est né à Neuchâtel. En 2016, ses professeurs remarquent la qualité de sa voix lors du concert de son école, et l'incitent à s'inscrire à un concours de chant de sa ville, Neuchâtel : il termine 2e. À la création des Kids United Nouvelle Génération, à 11 ans, il est motivé par l'idée de chanter pour les enfants. En 2020, il interprète Charles Édouard dans le film Ducobu 3. Il fait des chansons solo à ce jour, se présentant sous le nom de NTH, centrées sur le rap. En 2021, il participe à l'émission Fort Boyard avec Carla. En 2022-2023, il a sorti ses singles "Panama" et "Coco", du style latino-pop.

#### Valentina
- Nom complet : Valentina Tronel[41]
- Née le 6 avril 2009 (16 ans)[41],[42] à Rennes[41]

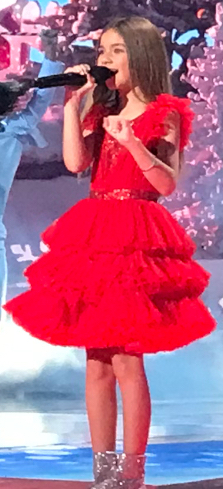
Valentina sur la scène de l'Eurovision junior 2021 à La Seine musicale.

Valentina est une jeune chanteuse originaire de Rennes. Sa mère est professeure d'italien. À 6 ans, elle décide de participer à The Voice Kids. Lors des auditions à l'aveugle de la saison 4 de The Voice Kids, le jury ne se retourne pas pour la benjamine de l'émission, alors âgée de 7 ans. Elle est également passionnée par la danse. À la création des Kids United Nouvelle Génération, elle est encore la benjamine, âgée de seulement neuf ans.

### Anciens membres de la première générationKids United

#### Carla
- Nom complet : Carla Georges[43]
- Née le 21 avril[44] 2003[note 4] (22 ans) à Avignon

Carla, originaire de la commune de Graveson dans le département des Bouches-du-Rhône, participe à la première édition de The Voice Kids à 10 ans avec la chanson Éblouie par la nuit de Zaz. Avec pour coach Jenifer, c'est elle qui remporte cette première édition. Le 3 mars 2016, Carla annonce qu'elle quitte le groupe pour ses projets solo. Cette annonce a été confirmée par les membres des Kids United pendant une FAQ sur Twitter[réf. nécessaire]. Elle ne figure pas sur le deuxième album, mais elle participe à plusieurs activités du groupe après son départ[réf. nécessaire]. Après son départ, elle va à quelques concerts des Kids United pour les soutenir[réf. nécessaire]. Quand Carla a rejoint les Kids United, elle connaissait déjà Gloria depuis The Voice Kids[source insuffisante].

#### Erza

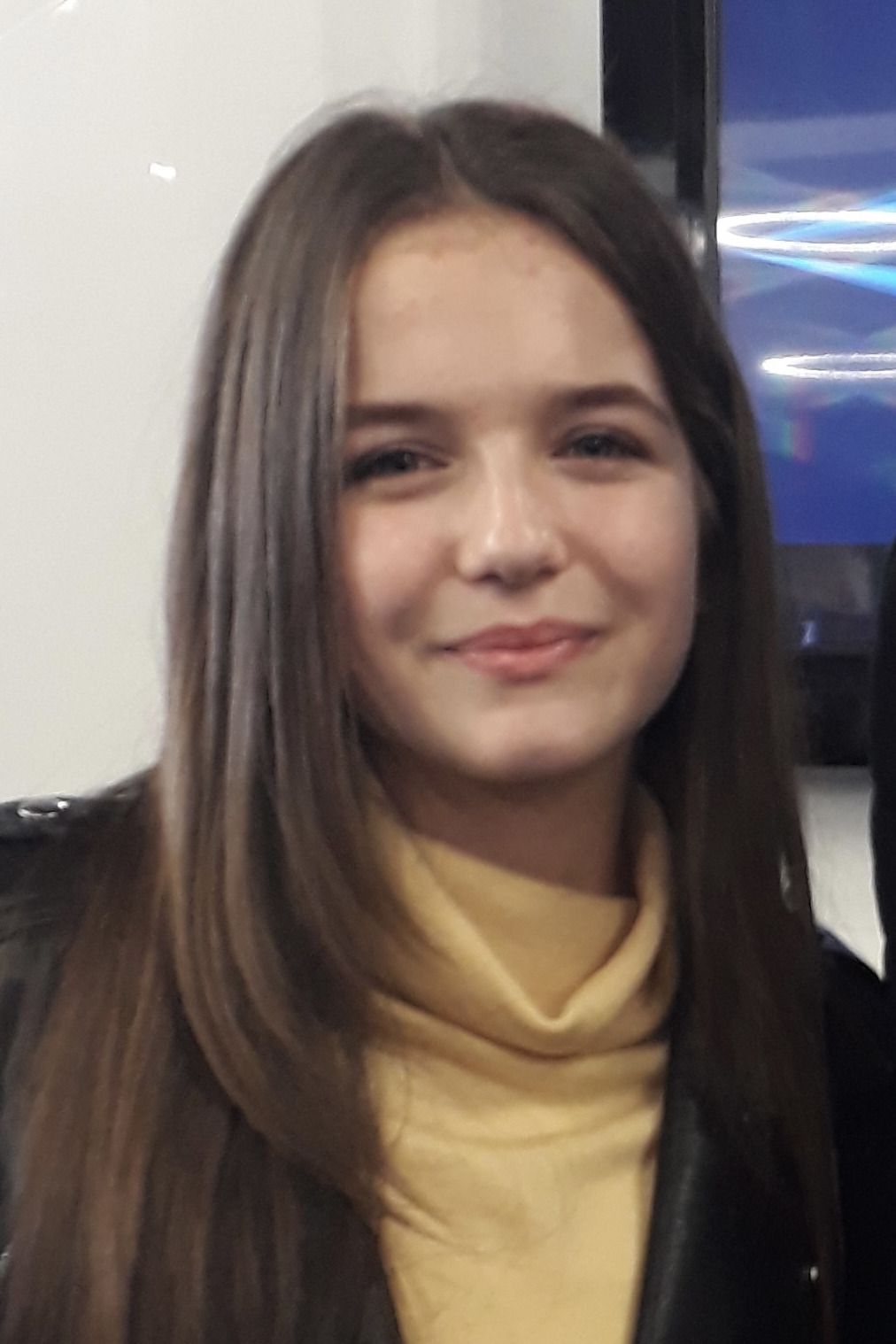
Erza en 2019.

- Nom complet : Erza Muqoli[48],[31]
- Née le 21 septembre[49] 2005[note 5] (19 ans) à Sarreguemines

Erza est née à Sarreguemines, en Moselle. Ses parents sont originaires du Kosovo et elle a deux grandes sœurs et un frère qui s'appellent Sara, Flaka et Korab. En 2014, elle participe à la neuvième saison de l'émission La France a un incroyable talent, où elle interpréta Papaoutai lors de sa première audition, Éblouie par la nuit en demi-finale et La Vie en rose en finale. Elle finit à la troisième place. Elle prend des cours de piano et de chant à Sarralbe depuis qu'elle est petite, et son professeur de musique postait des vidéos d'elle en train de chanter sur Internet. Elle a 10 ans au moment où le groupe débute.

#### Esteban

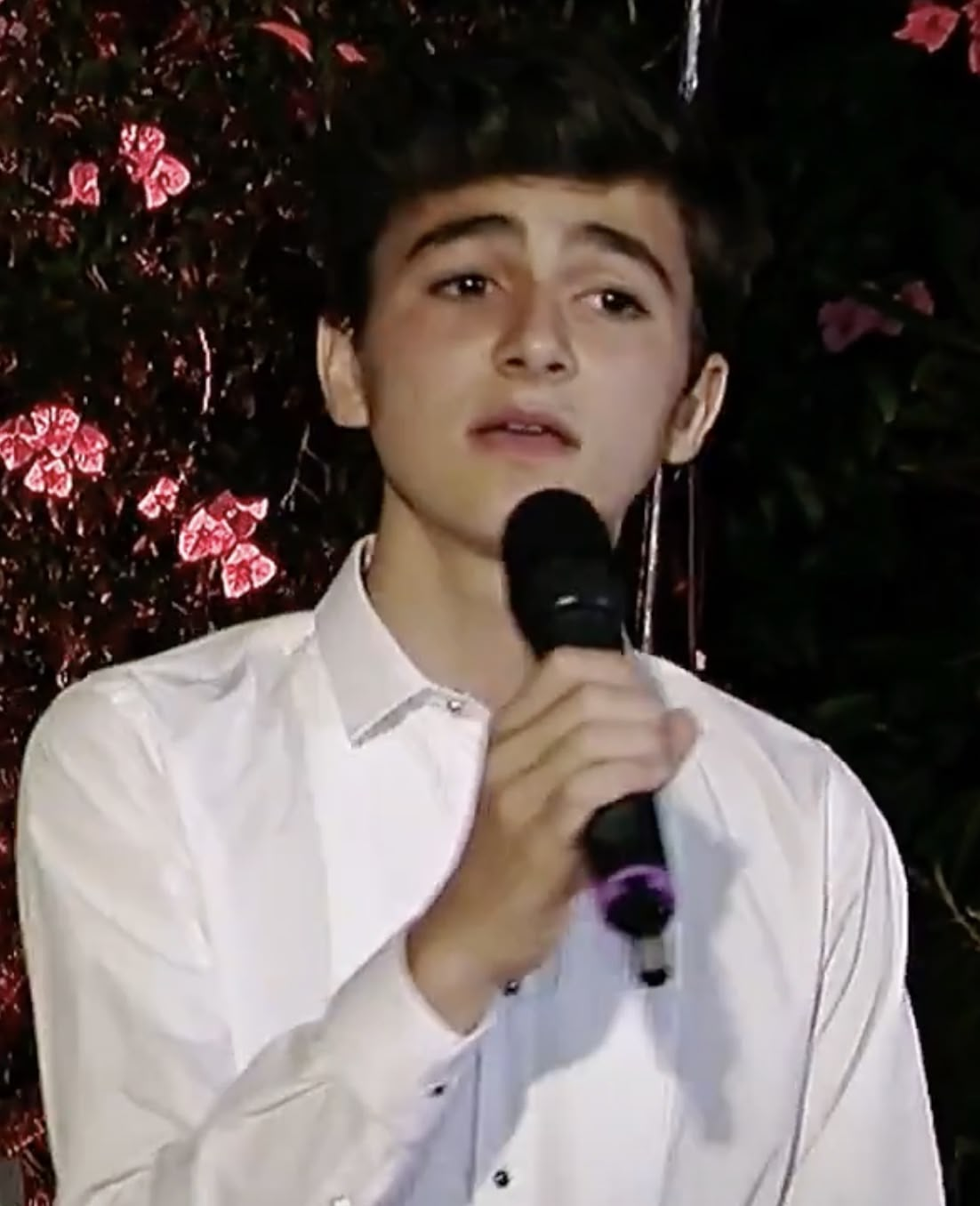
Esteban en 2017

- Nom complet : Esteban Durand Costoso[54],[31]
- Né le 27 juin[55] 2000[note 6] (25 ans) à Aubervilliers[citation nécessaire]

Esteban vient du département de la Seine-Saint-Denis et est d'origine espagnole. Esteban participe, aux côtés de son cousin Diego Losada, à la sixième saison de La France a un incroyable talent en 2011, à l'âge de 11 ans. En 2013, ils participent également à la quatrième saison de son équivalent italien Italia’s Got Talent (it) et à la version belge Belgium's Got Talent. Et puis Esteban participe en France, toujours avec Diego (il l'accompagne à la guitare), à la première saison de The Voice Kids en 2014 à l'âge de 13 ans. Il possède également une chaîne YouTube, nommée « Esteban y Diego », qu'il tient avec son cousin. Il a une grande sœur nommée Laura, une demi-sœur nommée Elisheva, et un demi-frère nommé Noam. Elisheva et Noam sont ses frères et sœurs cadets. Il joue de la guitare depuis l’âge de sept ans et chante depuis l’âge de huit ans. Il avait 15 ans quand le groupe Kids United a fait ses débuts. En décembre 2022, Jonathan Olivier a écrit un livre intitulé "Esteban y Diego, le roman vrai d'un enfant star".

#### Gabriel

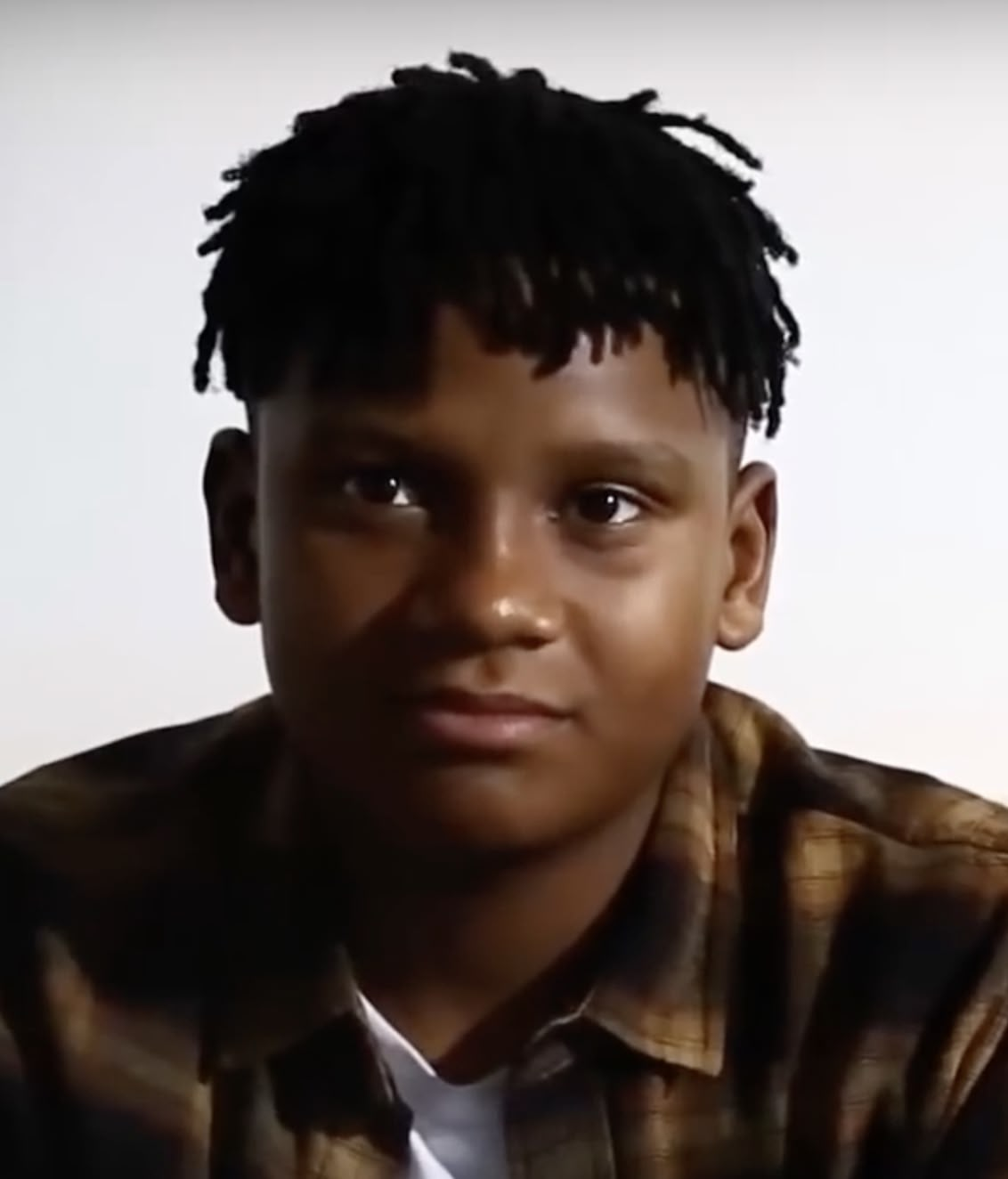
Gabriel Gros en 2018.

- Nom complet : Gabriel Gros[58],[31]
- Né le 27 avril[note 1] 2002[note 7] (23 ans) à Roubaix

Gabriel partage sa vie entre la France et l'Angleterre : il coache donc volontairement ses camarades des Kids United pour les musiques en anglais. Il vit à Tourcoing et est d'origine sénégalaise et antillaise. Il avait 13 ans quand le groupe Kids United débuta. Précédemment à Kids United, ce jeune artiste tourquennois a participé à TeenStar (en), un télé-crochet anglais. Ensuite, il a eu le choix entre deux castings, celui de The Voice Kids et celui de Kids United. Gabriel a choisi de se joindre à ce groupe de musique (Les Kids United) car l'idée d'aider des enfants lui a plu[réf. nécessaire]. Il a décidé que son nom de scène serait Gabriel Dryss. Il chante depuis ses 5 ans. En 2019, il participe à la saison 8 de The Voice UK. Sa prestation de la chanson Treasure de Bruno Mars fait se retourner Will.i.am. En 2019, il commence une carrière d’acteur en interprétant le rôle de Joris dans la série Clem. En 2021, il est revenu dans la musique en tant que rappeur sous le nom de Dryssco et a sorti sa première chanson intitulée Toxic Boy.

#### Nilusi

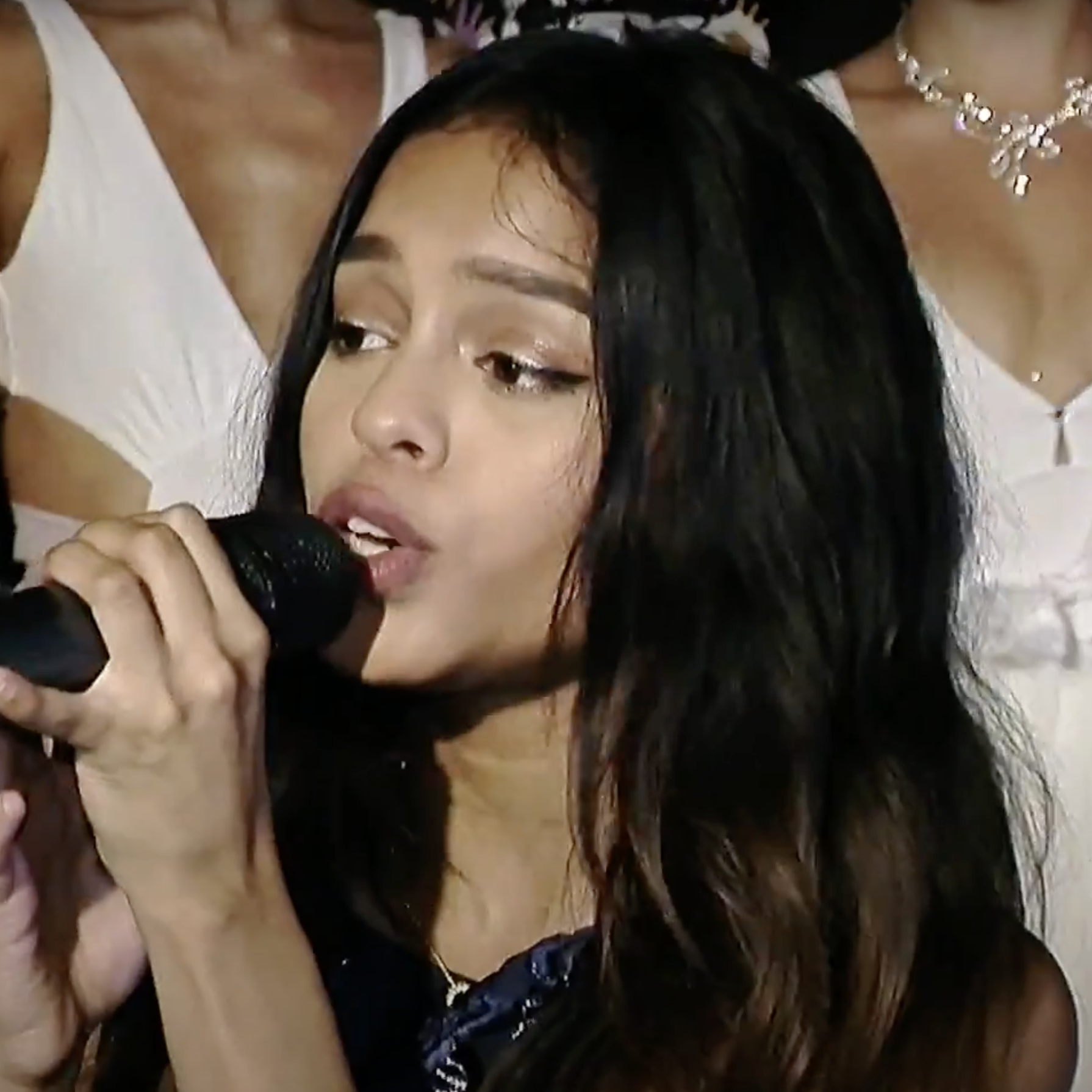
Nilusi en 2017.

- Nom complet : Nilusi Nissanka[59],[31]
- Née le 12 février[60] 2000[note 8] (25 ans) à Paris

Nilusi vit en région parisienne et est issue d'une famille originaire du Sri Lanka. Elle a un grand frère, Suranga. Elle chante depuis qu’elle a seulement 2 ans et participe d’ailleurs à ce très jeune âge à un concours de chant qu’elle remporte. Plus tard, elle participe en janvier 2014 à L'École des fans, nouvelle génération aux côtés de Tal. Elle remporte le jeu avec deux voix de la part du jury contre une pour son adversaire, Sheraz. Elle crée par la suite sa propre chaîne YouTube sur laquelle elle partage des vidéos de reprises musicales. Nilusi avait 15 ans quand le groupe Kids United débuta et est donc la plus âgée du groupe, mais de peu. Elle pratique plusieurs instruments, dont la guitare et le piano. Elle annonce qu'elle ne participera pas à la tournée Kids United and friends pour se concentrer sur ses projets d’albums solos. Elle sort son premier projet hors Kids United le 15 décembre 2017 : Stop the Rain en duo avec Nemo Schiffman, single qu'ils chantent ensemble sur la scène de l'AccorHotels Arena lors des deux dates des Kids United dans cette salle en décembre 2017. Sa dernière date avec les Kids United était à la fin de février 2018 à l'étranger[réf. à confirmer]. Elle ne fait pas partie des Kids United lors de leur retour sur scène en mars 2018 dans le cadre de la tournée Sardou et nous…

## Tournées et concerts

### Tournée 2016-2017
Le 12 février 2016, le groupe annonce un spectacle à l'Olympia le 21 mai 2016. Les places sont mises en vente le 19 février suivant et la date est annoncée « complète » le 10 mars,. Dans la foulée, le groupe annonce une tournée de concerts dans les zéniths à travers la France. Celle-ci s'étendra par la suite à la Suisse, la Belgique et les Antilles.
En janvier 2017, le groupe jouera accompagné de l'orchestre Ostinato au Zénith de Paris.
Pendant les vacances de mai 2017, ils partent faire la tournée des Antilles : Guadeloupe, Martinique,... et des Caraïbes françaises : Île Maurice,...
À l'issue des festivals de l'été 2017, leur 1re tournée prend fin, suivie un mois après par une nouvelle avec un nouveau spectacle qui se finira en décembre 2017.
Ils iront également en Guyane et en côte d'Ivoire faire des concerts sur la fin de l'année 2017.
Les 16 et 17 décembre 2017, ils se produiront lors de leurs derniers concerts de la tournée à l'AccorHôtels Arena à Paris. Ce sera également leur dernier concert officiel en France en tant que Kids United (puisqu'ils ne sont pas seuls sur leur tournée 2018).
Le 27 janvier 2018, les Kids United (toujours en quintette avec Esteban, Gabriel, Gloria, Erza et Nilusi) ont donné un concert à Casablanca au Maroc.
Le dernier concert des Kids United réunis fut le 24 février 2018 à Andorre.

## Télévision
Le 6 avril 2016, le documentaire Kids United, la nouvelle génération chante d'une seule voix sur les Kids United et leurs familles est diffusé sur la chaîne M6. Sur la chaîne W9, une soirée spéciale Les Kids United font leur show est diffusée le 7 juin 2016. La même année, ils participent à l'épisode du 27 mars de l'émission Bunny Tonic ainsi qu'à l'émission du 27 août de Fort Boyard en compagnie des comédiens Gérard Vives et Fabienne Carat pour l'association UNICEF. Le 7 janvier 2017, les Kids United participent à une émission en hommage à Grégory Lemarchal, présentée par Nikos Aliagas, et y interprètent Le Pouvoir des fleurs, chanson que Grégory Lemarchal avait chantée lors de la saison 4 de Star Academy.

## Discographie
- 2015 : Un monde meilleur
- 2016 : Tout le bonheur du monde
- 2017 : Chante la vie chante (Love Michel Fugain)
- 2017 : Le Live
- 2017 : Sardou et nous...
- 2017 : Forever United
- 2018 : Au bout de nos rêves
- 2018 : L'Esprit de Noël
- 2019 : L'Hymne de la vie
- 2020 : Green Team
- 2020 : À toi, Joe Dassin
- 2020 : Best of Kids United

## Roman
- Kids United : Nos vies, nos histoires (11 octobre 2017, Hachette Romans)